# Katarina Wigander
Katarina Wigander, född 1982 i Lerum, är en svensk fotomodell som blev Fröken Sverige 2004. Detta år hade herrtidningen Moore Magazine tagit över tävlingen, vilket ledde till kritik från tidigare vinnare.
Wigander kvalificerade sig inte till topp 15 i Miss Universum-tävlingen. Hon har bland annat medverkat i reklamfilmer för Colgate-Palmolive och Bubbleroom.se.[källa behövs]